# Samira Khashoggi
Samira Khashoggi ou Kashoggi, née en 1935 et morte en mars 1986, est une écrivaine progressiste saoudienne.
Son premier roman est considéré comme le premier roman d'Arabie saoudite. Elle publie ensuite des mémoires et trois autres ouvrages. Elle est la propriétaire et rédactrice en chef du magazine Al-Sharkiah (« la femme orientale »), qui est le premier magazine féminin en arabe. Elle était présidente de l'Union des femmes arabes.

## Biographie

### Jeunesse, famille
Samira Khashoggi naît à la Mecque. Son père Muhammad Khashoggi était un médecin d'origine turque, et était le médecin personnel du roi Abdul Aziz Al Saud, sa mère était d'origine syrienne. Elle était la sœur de l'homme d'affaires saoudien Adnan Khashoggi, la première épouse de l'homme d'affaires d'origine égyptienne Mohamed Al-Fayed et la mère du cinéaste Dodi Al-Fayed.

### Carrière littéraire
Samira Khashoggi écrit sous le pseudonyme de « Samira Bint al Jazirah al Arabiya » c'est-à-dire « Samira fille de la péninsule arabique ». Le premier roman qu'elle écrit Wadda't Amali (« J'ai fait le deuil de mes espoirs »), publié au Liban en 1959 est considéré comme le premier roman d'Arabie saoudite,. Il remporte un large succès au Moyen-Orient[source insuffisante].
Ses autres principaux livres sont Thekrayāt Dām'ah (« Mémoires pleines de larmes », 1963), Wara 'Aldabab (« Au-delà du nuage », 1971), Qatrat Min ad-Dumu (Teardrops, 1979) et Barīq Aynaik (« L'éclat de vos yeux », 1965).
Depuis 1972, le magazine qu'elle dirige, Al-Sharkiah (« la femme orientale »), est le premier magazine mensuel féminin rédigé en langue arabe.
Samira Khashoggi a été la première éditrice et chroniqueuse saoudienne, pionnière de l'édition féminine. Elle a été élue présidente de l'Union des femmes arabes[source insuffisante].
Elle meurt d'une crise cardiaque en mars 1986 à l'âge de 51 ans.

### Mariage, postérité
Elle rencontre l'homme d'affaires Mohamed Al-Fayed sur la plage d'Alexandrie et ils se marient en 1954. Le mariage dure deux ans et leur donne un enfant, Dodi Al-Fayed. Khashoggi s'est séparée de Mohamed Al-Fayed quelques mois seulement après la naissance de Dodi. Elle épouse ensuite l'ambassadeur saoudien Anas Yassin et a eu son deuxième enfant, Jumana Yassin. Elle est la tante de l'actrice et productrice Nabila Khashoggi et du journaliste politique Jamal Khashoggi. Son fils Dodi lui aurait été dévoué et lui téléphonerait presque tous les jours jusqu'à sa mort. Dodi a dit un jour à un ami : « Si cela signifiait renoncer à tout ce que j'ai — voitures, richesse et femmes — je le ferais pour ramener ma mère ». Son fils fréquentait Diana, princesse de Galles, quand ils sont tous les deux morts dans un accident de la route à Paris le 31 août 1997.